# El Pocino
El Pocino oder El Pocino de Charo (aragonesisch O Pocino de Charo) ist ein spanischer Ort in den Pyrenäen in der Provinz Huesca der Autonomen Gemeinschaft Aragonien. Der Ort gehört zur Gemeinde La Fueva. El Pocino hatte sechs Einwohner im Jahr 2015.
Der Ort liegt circa drei Kilometer nordöstlich der Embalse de Mediano. Er ist über die Provinzialstraße HU-V-6442.

## Sehenswürdigkeiten
- Kapelle San Esteban